# 龐蒂科夫-牧-中川-坂田矩陣
在粒子物理學中，龐蒂科夫-牧-中川-坂田矩陣（英語：Pontecorvo-Maki-Nakagawa-Sakata Matrix，簡稱PMNS矩陣），又稱牧-中川-坂田矩陣（MNS矩陣）、輕子混合矩陣或中微子混合矩陣，是一個么正矩陣，內含自由轉播中與弱相互作用中的輕子間量子態的相異之處，因此是研究中微子振蕩的重要工具。此矩陣最早由牧二郎、中川昌美與坂田昌一於1962年提出，用於解釋布魯諾·龐蒂科夫所預測的中微子振蕩現象。

## 矩陣
三代輕子的混合矩陣如下：
{\displaystyle {\begin{bmatrix}{\nu _{e}}\\{\nu _{\mu }}\\{\nu _{\tau }}\end{bmatrix}}={\begin{bmatrix}U_{e1}&U_{e2}&U_{e3}\\U_{\mu 1}&U_{\mu 2}&U_{\mu 3}\\U_{\tau 1}&U_{\tau 2}&U_{\tau 3}\end{bmatrix}}{\begin{bmatrix}\nu _{1}\\\nu _{2}\\\nu _{3}\end{bmatrix}}\ }。
其中左邊的是參與弱相互作用的中微子場，而右邊的是PMNS矩陣，還有一個由中微子場本徵態組成的向量，將中微子質量矩陣對角化後可得這個向量。PMNS矩陣描述某種味 {\displaystyle \alpha } 進入質量本徵態 {\displaystyle i} 的概率。這些概率與 {\displaystyle |U_{\alpha i}|^{2}} 成正比。
這個矩陣有好幾種不同的參數化，但是由於中微子探測的難度，各參數的測量要比這個矩陣的夸克對應版本（CKM矩陣）要難得多。這個矩陣最常見的參數組為三個混合角（即 {\displaystyle \theta _{12}}、{\displaystyle \theta _{23}} 及 {\displaystyle \theta _{13}}）與一個相位{\displaystyle \delta }。
{\displaystyle {\begin{bmatrix}U_{e1}&U_{e2}&U_{e3}\\U_{\mu 1}&U_{\mu 2}&U_{\mu 3}\\U_{\tau 1}&U_{\tau 2}&U_{\tau 3}\end{bmatrix}}={\begin{bmatrix}\cos \theta _{12}\cos \theta _{13}&\sin \theta _{12}\cos \theta _{13}&\sin \theta _{13}e^{-i\delta }\\-\sin \theta _{12}\cos \theta _{23}-\cos \theta _{12}\sin \theta _{23}\sin \theta _{13}e^{i\delta }&\cos \theta _{12}\cos \theta _{23}-\sin \theta _{12}\sin \theta _{23}\sin \theta _{13}e^{i\delta }&\sin \theta _{23}\cos \theta _{13}\\\sin \theta _{12}\sin \theta _{23}-\cos \theta _{12}\cos \theta _{23}\sin \theta _{13}e^{i\delta }&-\cos \theta _{12}\sin \theta _{23}-\sin \theta _{12}\cos \theta _{23}\sin \theta _{13}e^{i\delta }&\cos \theta _{23}\cos \theta _{13}\end{bmatrix}}}。

## 參數數值
截至2021年10月，利用直接與間接測量給出正常質量排序下最佳擬合參數如下：
{\displaystyle {\begin{aligned}\theta _{12}&={33.44^{\circ }}_{-0.74^{\circ }}^{+0.77^{\circ }}\\\theta _{23}&={49.2^{\circ }}_{-1.3^{\circ }}^{+1.0^{\circ }}\\\theta _{13}&={8.57^{\circ }}_{-0.12^{\circ }}^{+0.13^{\circ }}\\\delta _{\textrm {CP}}&={194^{\circ }}_{-25^{\circ }}^{+52^{\circ }}\\\end{aligned}}}
截至2021年10月，矩陣元素量值的 3 σ 範圍 （99.7% 信心水準）如下：

{\displaystyle |U|={\begin{bmatrix}~|U_{e1}|~&|U_{e2}|~&|U_{e3}|\\~|U_{\mu 1}|~&|U_{\mu 2}|~&|U_{\mu 3}|\\~|U_{\tau 1}|~&|U_{\tau 2}|~&|U_{\tau 3}|~\end{bmatrix}}=\left[{\begin{array}{rrr}~0.801\,\ldots \,0.845~&0.513\,\ldots \,0.579~&0.143\,\ldots \,0.156\\~0.232\,\ldots \,0.507~&0.459\,\ldots \,0.694~&0.629\,\ldots \,0.779\\~0.260\,\ldots \,0.526~&0.470\,\ldots \,0.702~&0.609\,\ldots \,0.763~\end{array}}\right]}

## 另見
- 中微子振蕩
- CKM矩陣